# K-2 (潜水艦)
|          |                                                                       |
| 艦歴     |                                                                       |
| 発注     |                                                                       |
| 起工     | 1912年2月20日                                                         |
| 進水     | 1913年10月4日                                                         |
| 就役     | 1914年1月31日                                                         |
| 退役     | 1923年3月9日                                                          |
| その後   | 1931年6月3日にスクラップとして売却                                    |
| 除籍     |                                                                       |
| 性能諸元 |                                                                       |
| 排水量   | 水上：392トン、水中：521トン                                          |
| 全長     | 153 ft 7 in (46.81 m)                                                 |
| 全幅     | 16 ft 8 in (5.08 m)                                                   |
| 吃水     | 13 ft 1 in (3.99 m)                                                   |
| 機関     | ディーゼル・エレクトリック                                            |
| 最大速   | 水上：14ノット (26 km/h; 16 mph) 水中：10.5ノット (19.4km/h; 12.1mph) |
| 乗員     | 士官、兵員28名                                                        |
| 兵装     | 18インチ魚雷発射管4門                                                 |

K-2 (USS K-2, SS-33) は、アメリカ海軍の潜水艦。K級潜水艦の2番艦。当初の艦名はカシャロット (USS Cachalot) であった。

## 艦歴
カシャロットは1911年11月17日に K-2 に改名された。1912年2月20日にマサチューセッツ州クインシーのフォアリバー造船所で起工する。1913年10月4日にルース・チェンバレン・マッケンティー夫人によって進水し、1914年3月17日に艦長R・モーゼス少尉の指揮下就役する。
1914年の春から夏にかけてニューイングランド海域での公試および訓練を行った後、K-2 は10月9日にロードアイランド州ニューポートで大西洋水雷小艦隊第4分艦隊に加わる。直ちに作戦活動を開始し、ニューイングランドからフロリダにかけての東海岸沿いに潜水艦戦の技術開発をおよそ3年間行った。
第一次世界大戦がヨーロッパで始まり、大西洋横断の重要な航路を警備する必要が生じることとなった。K-2 は1917年10月12日にコネチカット州ニューロンドンを出航し、10月27日にアゾレス諸島に到着、哨戒を開始した。K-2 は大戦において同海域を哨戒する最初のアメリカ潜水艦であり、敵Uボート探索のため巡航を行った。この重要な哨戒は1918年10月20日まで続けられ、その後 K-2 は11月10日にペンシルベニア州フィラデルフィアに到着、沿岸での活動を再開した。
1919年から23年まで、K-2 は東海岸沿いに開発実験を行った。1922年11月15日、バージニア州ハンプトン・ローズに到着し、そこで1923年3月9日に退役した。その後1931年6月3日にスクラップとして売却された。